# 武雄市立武雄北中学校
武雄市立武雄北中学校（たけおしりつ たけおきたちゅうがっこう）は、佐賀県武雄市武内町真手野にある市立の中学校。

## 概要
歴史
1972年（昭和42年）に武雄市内の中学校2校（若木・武内）が統合されて開校。2022年（令和4年）に創立50周年を迎えた。
校章
「北」の文字の上に「中」の文字を重ねている。
校区
「武雄市若木町・武内町全域」。小学校区は武雄市立若木小学校・武雄市立武内小学校。

## 沿革
旧・若木中学校
- 1947年（昭和22年）4月1日 - 学制改革が行われる。
  - 若木国民学校の初等科は「若木村立若木小学校」へ改組・改称。
  - 若木国民学校の高等科は青年学校普通科とともに、新制中学校「若木村立若木中学校」に改組。小学校に併設される。
- 1950年（昭和25年）11月 - 小中共用の講堂が完成。
- 1954年（昭和29年）4月1日 - 町村合併・市制施行により「武雄市立若木中学校」に改称。
- 1956年（昭和31年）5月 - 新校舎1棟目が完成。
- 1957年（昭和32年）4月 - 新校舎2棟目が完成。
- 1963年（昭和38年）12月 - 技術室が完成。
- 1967年（昭和42年）4月 - 特殊学級を開設。
- 1968年（昭和43年）7月 - 小中共用のプールが完成。
- 1969年（昭和44年）12月 - 講堂の大改造を実施。
- 1972年（昭和47年）3月31日 - 統合により閉校。ただし、統合校舎が完成するまでの間、「武雄市立武雄北中学校 若木校舎」として存続。

旧・武内中学校
- 1947年（昭和22年）4月1日 - 学制改革が行われる。
  - 武内国民学校の初等科は「武内村立武内小学校」へ改組・改称。
  - 武内国民学校の高等科は青年学校普通科とともに、新制中学校「武内村立武内中学校」に改組。小学校に併設される。
- 1951年（昭和26年）3月 - 中学校校舎（2棟）が完成。移転し、4月より小学校との併設を解消。
- 1952年（昭和27年）4月 - 第三棟校舎が完成。
- 1954年（昭和29年）4月1日 - 町村合併・市制施行により「武雄市立武内中学校」に改称。
- 1962年（昭和37年）3月 - 体育館が完成。
- 1963年（昭和38年）12月 - 技術室が完成。
- 1965年（昭和40年）
  - 3月 - 校旗・校歌を制定。
  - 9月 - 給食を開始。
- 1967年（昭和42年）
  - 3月 - 運動場を拡張。
  - 11月 - 音楽室が完成。
- 1968年（昭和43年）12月 - バスケットボールコートが完成。
- 1970年（昭和45年）3月 - 小中共用の相撲場が完成。
- 1972年（昭和47年）3月31日 - 統合により閉校。ただし、統合校舎が完成するまでの間、「武雄市立武雄北中学校 武内校舎」として存続。

統合・武雄北中学校
- 1972年（昭和47年）4月1日 - 上記中学校2校（若木・武内）を統合の上、「武雄市立武雄北中学校」（現校名）が開校。
  - 統合校舎が完成するまでの間、旧若木中校舎を「若木校舎」、旧武内中校舎を「武内校舎」として使用を継続。
- 1976年（昭和51年）9月1日 - 統合校舎が完成し、移転を完了。若木校舎と武内校舎を廃止。
  - 旧武内中学校の運動場・茶園・体育館・音楽室を武雄市立武内小学校へ移管。
- 2018年（平成30年）- 校舎の大規模改造を実施。

## 交通
最寄りの鉄道駅
- JR九州 筑肥線「桃川駅」

最寄りのバス停留所
- 武雄市内循環線「武雄北中学校前」停留所

最寄りの幹線道路
- 佐賀県道38号相知山内線

## 周辺
- 山中公民館
- 真西橋
- 松浦川

## 参考資料
- 「武雄市史 中巻」（武雄市史編纂委員会, 1973年（昭和48年）1月30日）p.584～